# Observatori dels Drets de la Infància
L'Observatori dels Drets de la infància de la Generalitat de Catalunya es crea pel Decret 129/2006 de 9 de maig.
Va ser la Secretaria de la Família qui va promoure a través del Decret 369/2000, de 21 de novembre, de creació l'Observatori de la Infància i Adolescència. Neix així el primer Observatori d'infància autonòmic de l'estat espanyol.
A nivell estatal, quan el Comitè dels Drets del Nen respon a la lectura del II Informe d'Espanya realitzat al juny de 2002 sobre l'aplicació de la Convenció amb una forta preocupació per l'absència d'una política general sobre la infància i adolescència al país, el govern espanyol es veu obligat a definir una Estratègia global sobre infància prenent com a base els principis i disposicions de la Convenció.
L'Observatori dels Drets de la infància de la Generalitat de Catalunya forma part de la Comissió d'Obervatoris d'Infància del Observatorio d Infancia del Estado Español des de l'any 2006. Els més rellevants en l'actualitat són Andalusia, Astúries, Canàries, Catalunya, Extremadura, Galicia, Illes Balears i País Basc.